# Franc Guštin
Franc Guštin, slovenski rimskokatoliški duhovnik, *  9. oktober 1869, Trst, † 1. april 1937, Trst.

## Življenje in delo
Rodil se je v družini čevljarja Antona Guština v tržaškem predmestju Rojan. Ljudsko šolo in nemško gimnazijo je končal v Trstu, bogoslovje pa v Gorici. Sveto mašniško posvečenje je prejel 15. julija 1894 v Trstu. V letih 1894−1900 je služboval v Rojanu, najprej kot kaplan, nato štiri leta kot župnik, nekaj mesecev je oskrboval tudi Barkovlje. V juliju 1906 je postal kaplan pri Novem sv. Antonu v Trstu in tu ostal do smrti. 12. julija 1906 je bil imenovan za vodjo Marijine družbe »Marije Milostljive« v Trstu, kateri je zgradil lasten dom v ulici Risorta, v katerem ima Marijina družba sedež še danes. Marijino družbo je vodil do smrti. Za svoje zasluge je bil 1919 imenovan za častnega škofijskega svetnika in v aprilu 1932 za častnega kanonika tržaškega stolnega kapitlja. V času fašizma je kljub pritiskom neutrudno delal za božjo čast in za blagor slovenskih vernikov v osrednji tržaški cerkvi. Pred smrtjo je dosegel, da so prišle v Marijin dom slovenske šolske sestre in prevzele vodstvo zavoda sv. Marte. 